# ایوان گشوف
ایوان گشوف (بلغاری: Иван Евстратиев Гешов؛ ۲۰ فوریه ۱۸۴۹ O.S. – ۱۱ مارس ۱۹۲۴) یک سیاست‌مدار اهل بلغارستان بود.